# ديفيد ماكغي
ديفيد ماكغي (بالإنجليزية: David McGhee)‏ (19 يونيو 1976 في المملكة المتحدة - ) هو مدرب كرة قدم ولاعب كرة قدم بريطاني في مركز الدفاع. لعب مع ستيفيناغ بوروه ونادي برينتفورد ونادي ليتون أورينت وكانفي آيلاند ونادي تشيلمسفورد وويفنهو تاون ‏ وFalmouth Town A.F.C. ‏.

## وصلات خارجية
- ديفيد ماكغي على موقع قاعدة بيانات كرة القدم.إي يو (الإنجليزية)
- ديفيد ماكغي على موقع Soccerbase.com (لاعب) (الإنجليزية)